# If I Could
"If I Could" é uma canção gravada pelo rapper britânico Wiley com participação do músico inglês Ed Sheeran. Foi disponibilizada em formato digital a partir de 15 de Maio de 2011 pela editora discográfica Elusive como o segundo single de Chill Out Zone (2011), extended play de Wiley. O seu vídeo musical promocional foi filmado na cidade jamaicana de Kingston sob realização de Ben Peters e publicado no YouTube a 1 de Maio de 2011.

## Desempenho nas tabelas musicais
| País — Tabela musical (2011)                   | Posição de pico |
| ---------------------------------------------- | --------------- |
| Reino Unido — Independent Singles Chart Top 50 | 26              |